# Oliver Bell

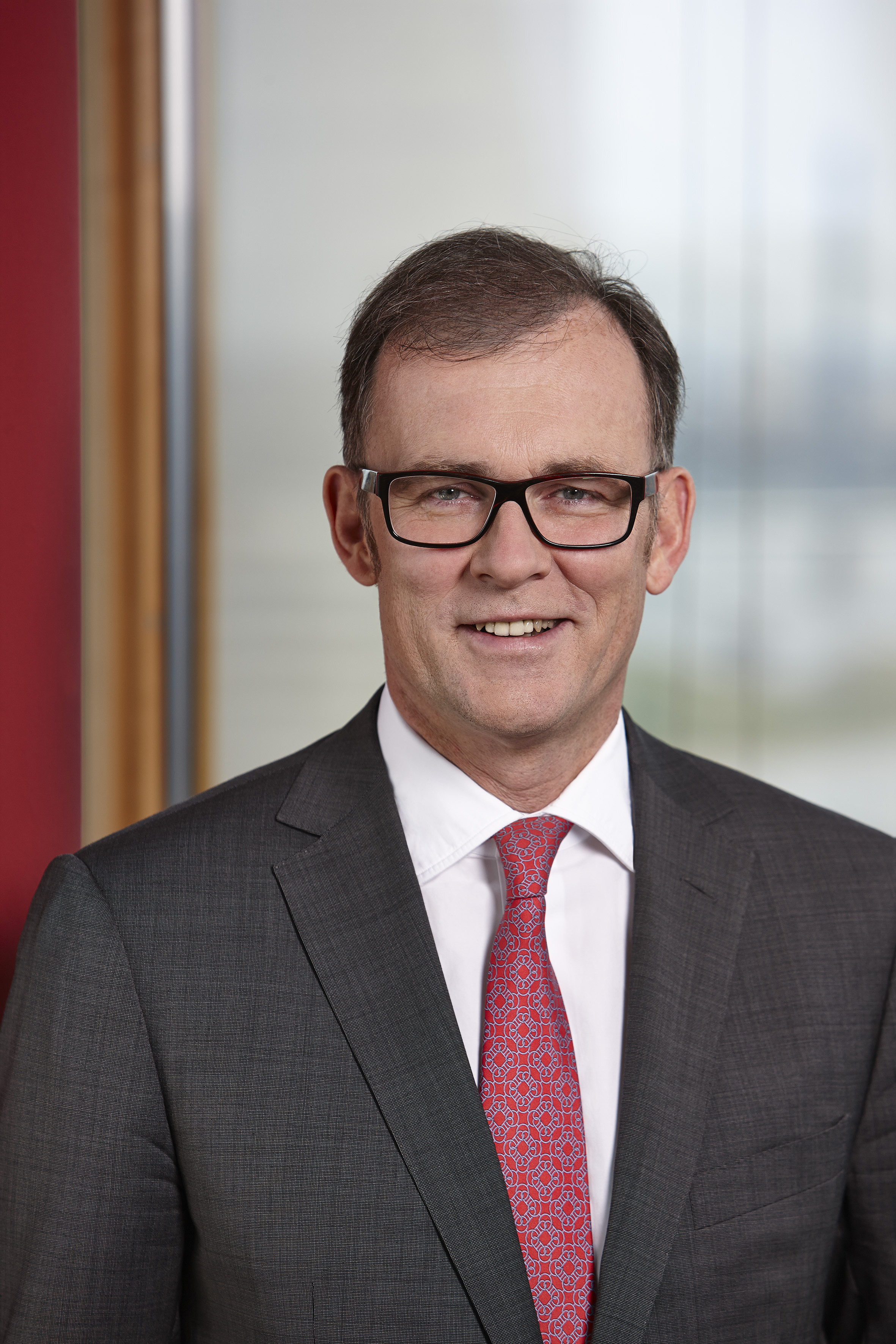
Oliver Bell, 2014

Oliver Bell (* 29. März 1958 in Köln) ist ein Manager der Metallindustrie.

## Karriere
Nach einer Ausbildung zum Bankkaufmann begann Bell im Jahr 1979 ein Studium der Betriebswirtschaft an der Universität Köln, das er im Jahr 1985 mit Diplom abschloss. Im August 1985 startete er seine berufliche Karriere in der Revision und der internen Unternehmensberatung bei der VIAG AG in Bonn.
Ab 1989 übernahm er verschiedene Aufgaben im Management der VIAG-Tochter VAW Aluminium AG sowie deren Tochtergesellschaften in Europa und den USA.
Im Jahr 2000 fusionierte die VIAG AG mit dem VEBA-Konzern zur E.ON. Im Jahr 2002 übernahm die Norsk Hydro ASA aus Oslo, Norwegen, schließlich von E.ON die deutsche VAW Aluminium AG, einem damals 85-jährigen Traditionsunternehmen der deutschen Metallindustrie. Norsk Hydro ASA ist der größte Aluminiumkonzern Europas und beschäftigt 13.000 Mitarbeiter in 50 Ländern.
Im Zuge der Übernahme wechselte Bell zur Norsk Hydro ASA, wo er von Grevenbroich aus als Business-Unit-Leiter innerhalb des Geschäftsbereichs Rolled Products zunächst die Geschäftseinheiten Automobil, Bau, Verpackung und Technische Anwendungen verantwortete.
Im Juni 2007 wurde er zum President Rolled Products bestellt. Zum 30. März 2009 folgte schließlich die Berufung in den Vorstand der Norsk Hydro ASA. Er war das erste nicht-norwegische Vorstandsmitglied des Konzerns, leitete als Executive Vice President den weltweiten Geschäftsbereich Rolled Products und war seit 2009 zeitgleich Vorsitzender der Aufsichtsräte der beiden größten deutschen Hydro-Tochterunternehmen Hydro Aluminium Rolled Products GmbH und Hydro Aluminium Deutschland GmbH, beide mit Sitz in Grevenbroich, bis er aus dem Unternehmen zum Jahresende 2014 ausschied. Im April 2015 wechselte er als Vorsitzender der Geschäftsführung zu den Deutschen Edelstahlwerken (DEW), die er jedoch nach einem Jahr 2016 wieder verließ.
Für die Industrieholding-Gesellschaft Atlas Holding ist Oliver Bell als Berater und „Operating Partner“ tätig. Für diese übernahm er von Mai 2019 bis März 2020 den Interims-Vorsitz der Geschäftsführung der Tochtergesellschaft Aludium und ist weiterhin (Stand Juli 2022) Vorstandsmitglied dieses spanisch-französischen Aluminium-Unternehmens.

## Verbandstätigkeit
Bell stand der WirtschaftsVereinigung Metalle (WVM) seit dem 1. Januar 2013 als Präsident vor. Mit dem Wechsel in die Stahlindustrie ließ er seine Verbandsmandate für die Nichteisenmetallindustrie ab März 2015 ruhen und gab sie dann ab. Neuer Präsident der WVM wurde im Mai 2015 Harald Kroener.